# 芬兰赫尔辛基圣殿
芬兰赫尔辛基圣殿（芬蘭語：Helsingin temppeli）是耶稣基督后期圣徒教会第124个开放的圣殿，位于芬兰大赫尔辛基都市区的埃斯波市卡拉卡里奥区（Karakallio）。
2000年4月2日，该教会宣布将在芬兰建造圣殿。2003年3月29日举行奠基仪式。2006年10月22日举行奉献仪式，此前向公众开放十余天。
芬兰赫尔辛基圣殿服务于芬兰、波罗的海国家和俄罗斯。